# الغواصة يو 14 البروسية المجرية
أطلق الاسم SM U-14 على غواصة تابعة للبحرية النمساوية المجرية خلال الحرب العالمية الأولى. تم إطلاقها أولا في عام 1912 كغواصة فرنسية من طراز برومير كوري (Q 87)، لكن تم الاستيلاء عليها وعُدلت للخدمة في البحرية النمساوية المجرية. في نهاية الحرب، تم إرجاع الغواصة إلى فرنسا واستعادتها اسمها السابق
تم إطلاق كوري في يوليو 1912 في تولون وانهي بِنائها في سنة 1914. وقيل ان قياسها كان حوالي 171 قدم (52 م)، وعند اندلاع الحرب العالمية الأولى في أغسطس 1914، عُينت كوري للعمل في البحر الأبيض المتوسط. في منتصف ديسمبر كانون الأول، فكر قائد كوري بخطة لاختراق القاعدة الرئيسية للبحرية النمساوية المجرية في مرفا بولا بكرواتيا، ولكن خلال المحاولة، علقت السفينة في دفاعات الميناء. واغرقتها سفينتان من البحرية النمساوية، مما أسفر عن مقتل ثلاثة من طاقمها. وتم أخذ الباقين كسجناء.
البحرية النمساوية المجرية، كان لديها أسطول صغير من غواصات U العتيقة الطراز، لذلك عملوا جهدا لإنقاذ ورفع الغواصة كوري الجديدة والتي لحق بها أضرار طفيفة، في أوائل فبراير 1915. بعد التصليح، تم تسميتها باسم
SM U-14 في يونيو، لكن لم تحقق نجاحًا كبيرًا في بداية مهامتها. وعندما مرض قائدها في أكتوبر، حل محله جورج ريتر فون تراب. تعرضت U-14 لأضرار بسبب هجوم بقذيفة الاعماق في فبراير 1916، وخضعت لتحديث واسع النطاق حتى نوفمبر.
اغرَقت يو -14، تحت قيادة فون تراب، أول سفينة لها في أبريل عام 1917، ولكن نجحت بعد ذلك، عندما اغرقت خمس سفن - بما في ذلك Milazzo، وهي أكبر سفينة شحن في العالم - في غضون ستة أيام.

## التصميم والبناء
كانت الغواصة كوري جزءًا من فئة برومير التي تضم 16 غواصة، والتي امر ببنائها بموجب برنامج 1906. وكانت غواصات نوع برومير هي ذاتها الغواصة البخارية من نوع Pluviôse بلوفيوزى،  ولكنها تعمل بمحرك يعمل على الديزل بدل البخار وقد سميت الغواصات على اسم اشخاص مشهورين في التقويم الجمهوري الفرنسي أو من العلماء.و تمت تسميتها كوري على اسم بيير وماري كوري.
تم تصميم فئة Bruimaire برويمير من قبل المصمم البحري الفرنسي Maxime Laubeuf ماكسيم لو بوف ببدن مزدوج. كانت بطول 170 قدم 11 بوصة (52.10 م)، ومحيط 17 قدم 9 بوصة (5.41 م) abeam، بغاطس 10 قدم 2 بوصة (3.10 م) ولها أنبوب طوربيد ويمكن أن تحمل ما يصل إلى ثمانية طوربيدات. ولم يكن لدى كوري مدفع سطحي.
بدا تصنيع الغواصة كوري في ارسنال دي تولون في 18 يوليو 1912، واكتملت بحلول عام 1914، ووضعت تحت تصرف البحرية الفرنسية.
مثل كل غواصات برومير المصنوعة خلال بداية الحرب العالمية الأولى، بدأت الغواصة كوري خدمتها في الحرب العالمية الأولى في البحر المتوسط، وكانت واحدة من أوائل الغواصات الفرنسية التي خدمت في البحر الأدرياتيكي.
في 17 ديسمبر 1914، بناءً على إصرار قائدها الفرنسي الأيرلندي غابرييل أوبايرن، غادرت كوري قاعدتها في البحر الأيوني بحماية الطراد المدرع الفرنسي Jules Michelet. على بعد 150 ميل بحري (280 كـم؛ 170 ميل) من بولا(في كرواتيا حاليا)، موقع القاعدة الرئيسية للبحرية النمساوية المجرية، غادرالطراد جول ميشيليت، تاركًا كوري لمواصلة الإبحار إلى القاعدة النمساوية المجرية. وصلت كوري في اليوم التالي وبدأ ت في استكشاف مدخل الميناء. راقب أوبايرن كيف تدخل وتخرج السفن النمساوية المجرية ورسم مسارًا عبر الألغام الدفاعية المنتشرة. في 19 كانون الأول (ديسمبر)، أخذ أوبيرني كوري لمراقبة شبكة مكافحة الغواصات التي تمر عبر الفتحة في حاجز الأمواج الدفاعي الطويل والذي تم بناؤه لمنع الغواصات من التسلل إلى القاعدة البحرية.
ظنا منه أنه قدر ان يكتشف جميع التدابير الدفاعية، أخذ أوبايرن كوري إلى عمق 65 قدم (20 م) في وقت مبكر من 20 ديسمبر، وعند محاولته التوغل إلى الميناء، سمع أصوات السلاسل والأسلاك التي تجرها الغواصة. عندما توقفت الأصوات بعد نصف دقيقة، رفع أوبايرن منظار العمق ليكتشف أنه اخترق الشبكة الخارجية فقط. وعندما تقدم أكثر وقع في الشبكة الثانية حيث أصبحت «شركا لا فكاك منه». عندها أُجبرت الغواصة، التي ما زالت محاصرة في الشباك، إلى الصعود إلى السطح لاستنشاق الهواء النقي، عندها تعرضت كوري للنيران من المدمرة النمساوية المجرية Magnet وقارب الطوربيد Tb 63 T الذي اغرقها بسرعة. قتل ثلاثة من الرجال الستة والعشرين الذين كانوا على متنها في الهجوم؛ والباقين من الناجين أسروا وكان من بينهم قائد كوري اوبايرني.

## الإنقاذ والخدمة النمساوية المجرية
في بداية الحرب الأولى، كان لدى بحرية المبراطورية النمساوية المجرية 6 غواصات يو بوت تجريبية من ثلاث فئات و5 غواصات اكير من نوع ما يدعى غواصات يو بوت 7 قيد التصنيع في ألمانيا ولكن لما بدات الحرب وتاكد لهم صعوبة استلام الغواصات باعوها لالمانيا سنة 1914
في الجهود النمساوية المجرية لاستبدال قوارب U-7 غير المتوفرة حاليًا، فكروا في انقاذ كوري التي كانت على عمق 39 متر (128 قدم) والتي لم تكن متضررة كثيرا، رفعت طواقم الإنقاذ الغواصة على مراحل لتصل في النهاية إلى السطح في 2 شباط 1915.
تمت إعادة تأهيل كوري، وتم تسميتها الآن باسم U-14، وتم تكليفها في البحرية النمساوية المجرية تحت قيادة الرائد اوتو زيدلرفي 1 يونيو. بقي زيدلر في القيادة حتى مرضه، واستعيض عنه في منتصف شهر تشرين الأول (أكتوبر) الملازم أول بحري Georg Ritter von Trapp. تحت قيادة زيدلر والأشهر الأولى من قيادة von Trapp، لم تحقق U-14 نجاحات مذكورة.
في أوائل فبراير 1916، انضمت U 14 إلى U-4 للقيام بدورية بالقرب من مدينة دورازو الالبانية. اقتربت U-4 من تحقيق النجاح لكنها اخطأت إصابة الطراد أتش أم أس Lowestoft من نوع Birmingham-class cruiser البريطاني بمسافة قصيرة في 7 فبراير، نجت U-14 من هجوم بعبوة عميقة من الطراد، لكنها قدرت ان تعود إلى الميناء مع كل طوربيداتها المثبتة خارجيا مسحوقة وتسريب من خزانات الوقود.
عندما بدات الإصلاحات، تم تحديث U-14 على نطاق واسع من فبراير إلى نوفمبر. أعطي للغواصة برج قيادة conning على الطراز الألماني الذي حل محل منصة المراقبة الفرنسية. جهزت بمحركات ديزل أكثر قوة، مما زاد من قوتها من 480 إلى 840 كبح حصاني (360 إلى 630 كـو) . وتعززت إمكانات القتال لمسافات أبعد من خلال تركيب خزانات وقود أكبر، والذي تضاعف أربع مرات تقريبا من 1700 ميل بحري (3100 كلم) إلى 6,500 ميل بحري (12,000 كـم)
في 28 أبريل 1917، كانت الغواصة U-14 تقوم بدوريات قبالة سواحل اليونان في البحر المتوسط عندما حققت أول نجاح لها باغراق Teakwood، ناقلة بريطانية متجهة من Port Arthur بورت ارثر، تكساس، إلى Port Said بور سعيد في مصر. وفي 3 مايو، في دورية في نفس المنطقة، اغرق فون تراب ويو -14 سفينة أخرى،
منها السفينة البخارية الإيطالية أنطونيو شييسا وسفينة الشحن الضخمة ميلاتزو
في دورية أخرى في يوليو، أبحرت يو -14 على الجانب الشمالي من جزيرة كورفو(جزيرة يونانية بالقرب من البانيا) بينما كانت متجهة إلى سانتي كارانتا، ألبانيا. نظرًا لأن الأسطول الفرنسي كان يحتل الميناء في كورفو في ذلك الوقت، فقد أجرت يو -14 حيلة خدعة من خلال رفع العلم الفرنسي السابق، وهو الالوان الثلاثة الفرنسية، لتمر بدون أي تحرش. على الرغم من ان برج القيادة الجديد جعلها لا تبدو كاي غواصة برومير، انخدع أحد طياري طائرة استطلاع فرنسية عندما طاقم ' U-14 رصد الطائرة، وحلقت نحوهم من اتجاه الشمس، لم يكن هناك ما يكفي من الوقت للغطس. ومع اقتراب الطائرة، وبانت علاماتها الفرنسية - وحمولتها من القنابل واضحة للعيان. ومع عدم وجود سبيل آخر لعمل أي شيء، لوح طاقم U-14 بقبعاتهم ومناديلهم للطائرة. عندما مر الطيار الفرنسي في سماء المنطقة، عاد ادراجه، على ما يبدو غير مدرك لجنسية القارب الحقيقية. النجاح الوحيد الذي حققته U-14 في هذه الرحلة كان غرق ماريونجا جولاندريس، سفينة بخارية يونانية، بالقرب من كيب ماتابان في اقصى جنوب اليونان.

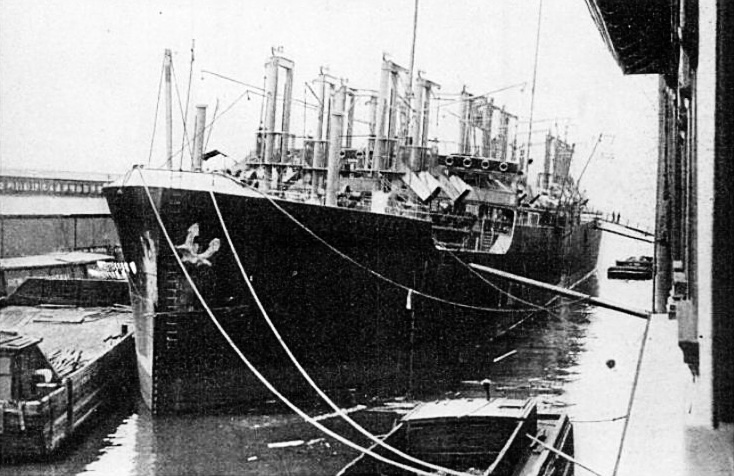
كانت سفينة الشحن الإيطالية Milazzo هي أكبر سفينة غرقت بواسطة U-14

بعد استسلام النمسا والمجر في نهاية الحرب العالمية الأولى، اعيدت U-14 إلى فرنسا في 17 يوليو 1919 وانضمت إلى البحرية الفرنسية من جديد تحت اسمها السابق كوري. واوقفت عن الخدمة سنة 1928 وفي سنة 1929تم تفكيكها كخردة.